# Dicrolene tristis
Dicrolene tristis är en fiskart som beskrevs av Smith och Radcliffe, 1913. Dicrolene tristis ingår i släktet Dicrolene och familjen Ophidiidae. Inga underarter finns listade i Catalogue of Life.